# Paul Éluard

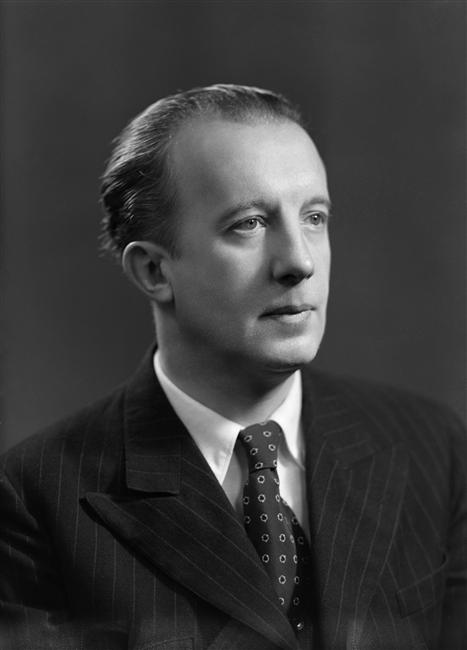
Paul Éluard, 1945

Paul Éluard (eigentlich Eugène-Émile-Paul Grindel; * 14. Dezember 1895 in Saint-Denis bei Paris; † 18. November 1952 in Charenton-le-Pont bei Paris) war ein französischer Lyriker und einer der bekanntesten Dichter des Surrealismus.

## Leben

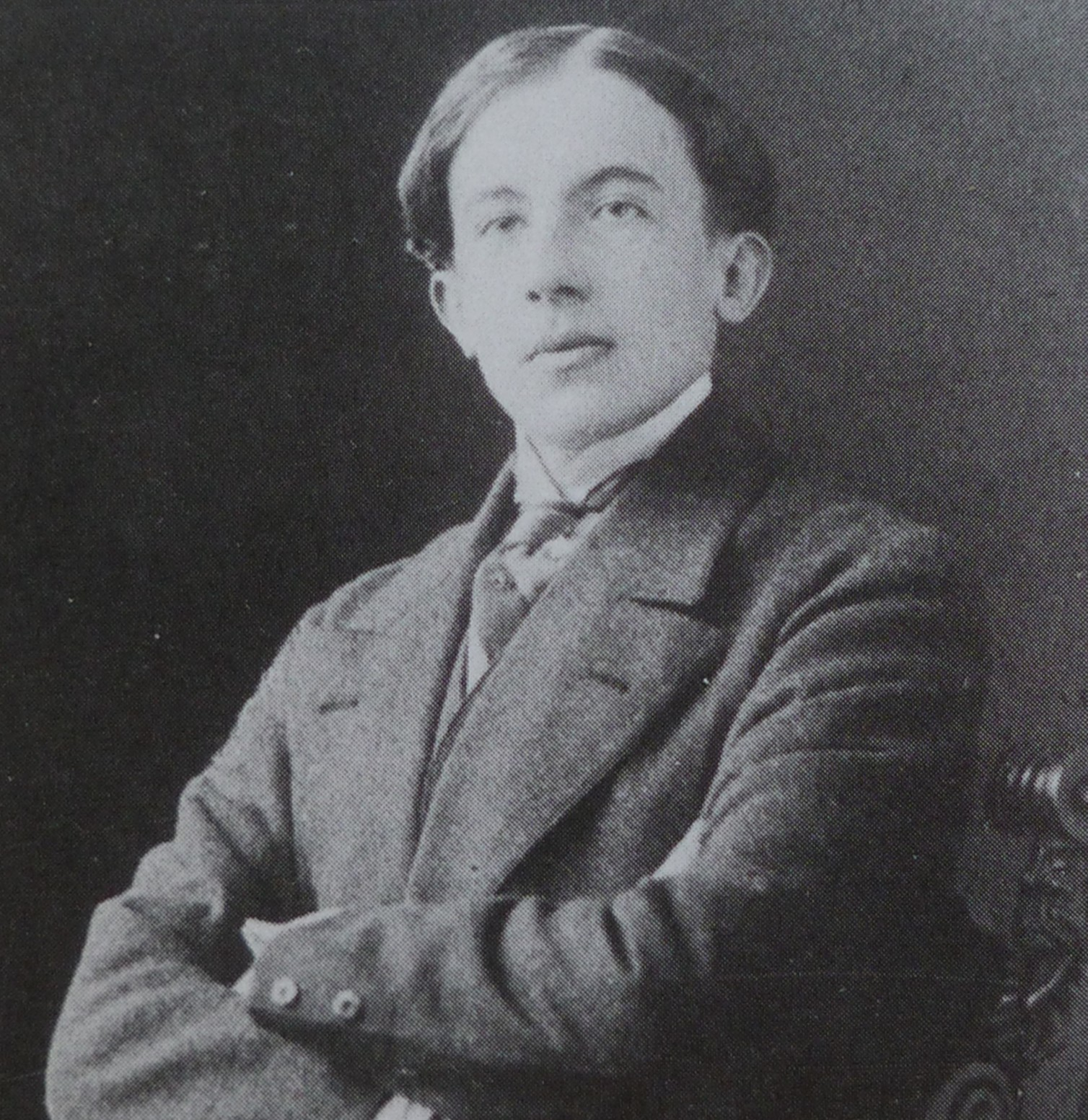
Paul Éluard, um 1911

Éluard wurde als einziger Sohn des Immobilienmaklers Clément Grindel und der Schneiderin Jeanne-Marie Grindel (geb. Cousin) in einem Vorort von Paris geboren. Er wuchs in geordneten bürgerlichen Verhältnissen auf und besuchte nach der staatlichen Volksschule die Oberschule, die er als mittelmäßiger Schüler mit 16 Jahren abschloss. Von Kindheit an war Éluard kränklich, und 1912 wurde bei ihm Tuberkulose festgestellt. Bei einem Kuraufenthalt in den Schweizer Bergen lernte er seine spätere Frau Gala kennen, die er 1917 heiratete und auf die sich viele seiner Gedichte beziehen.
Ab 1913 veröffentlichte Éluard – noch im Sanatorium in Davos – erste Gedichte. Seine Familie unterstützte ihn dabei finanziell. Nach seiner Genesung wurde Éluard 1914 zur Armee eingezogen. Den Krieg verbrachte er jedoch überwiegend krank hinter der Front im Lazarett. Im August 1916 wählte er den Namen Éluard als Pseudonym. Es war der Mädchenname seiner Großmutter mütterlicherseits. Über Jean Paulhan stieß er 1919 zu den Künstlern um André Breton. Er veröffentlichte weitere Gedichte und war Mitarbeiter bei Zeitschriften wie Proverbe und Littérature. Seinen Lebensunterhalt bestritt er jedoch bis zum Tod seines Vaters als Makler in dessen Geschäft. Sein Erbe ermöglichte es ihm, fortan als freier Schriftsteller zu arbeiten.

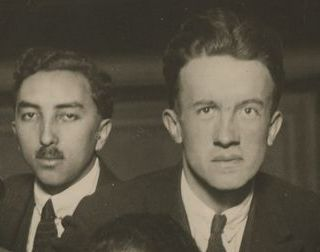
Paul Éluard (rechts) und Théodore Fraenkel, Paris 1920

1921 besuchte Éluard zusammen mit seiner Frau Gala Max Ernst in Köln, mit dem er in der Folgezeit auch zusammenarbeitete. Er kaufte Ernst das im selben Jahr entstandene Gemälde Celebes und im folgenden Jahr Oedipus Rex ab. 1924 wurde in Paris von Breton das Manifest des Surrealismus veröffentlicht, das den Dadaismus ablöste. Éluard nahm diesen Richtungswechsel in seine Dichtung auf und verfasste bis 1928 seine wichtigsten Werke.

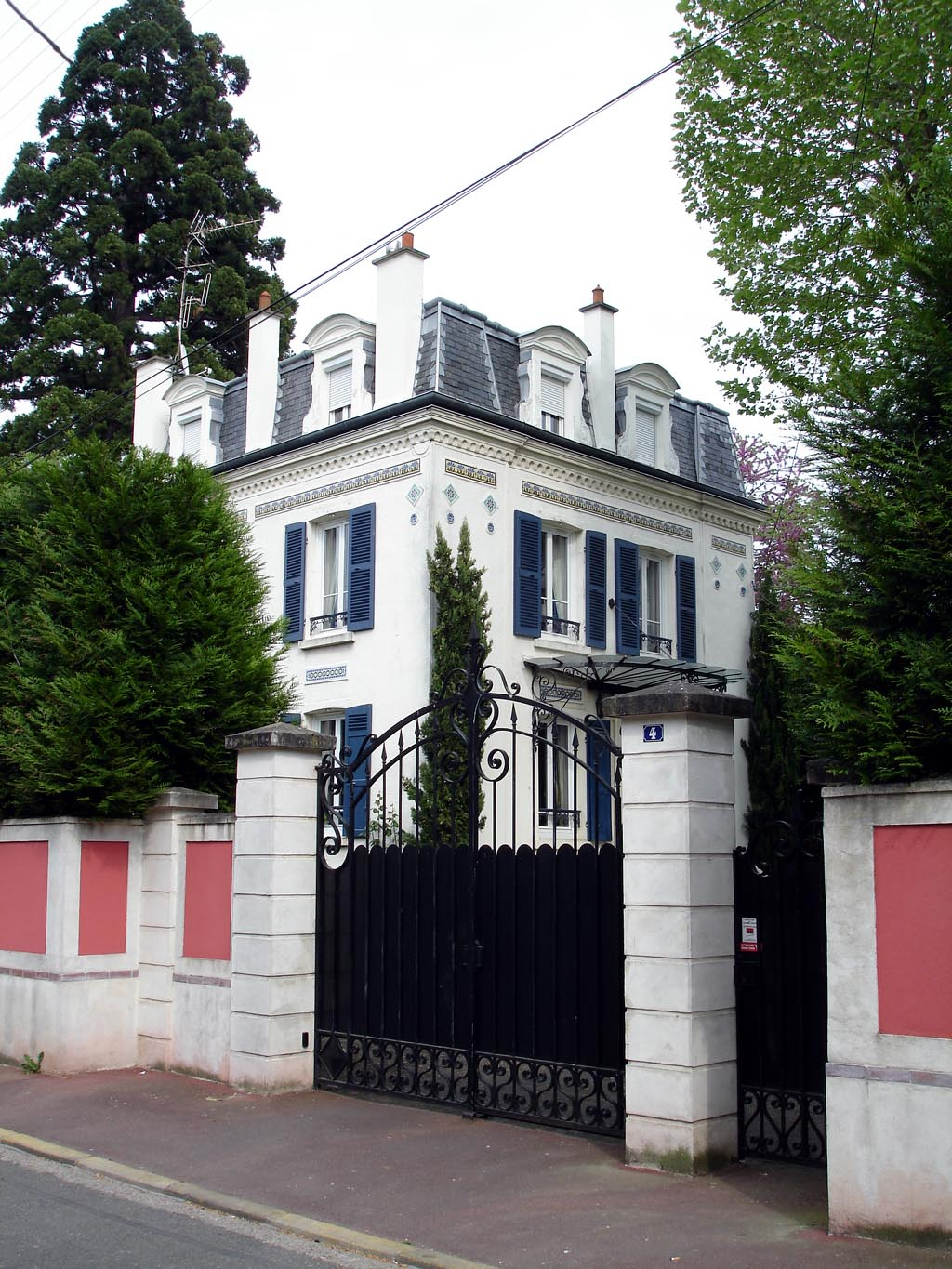
Paul Éluards Haus in Eaubonne, wo er ab 1923 wohnte

1927 trat Éluard mit Louis Aragon, André Breton, Benjamin Péret und Pierre Unik der Kommunistischen Partei Frankreichs (PCF) bei, von der er jedoch bereits 1933 wieder ausgeschlossen wurde. Zwei Jahre später lernte er den Maler Salvador Dalí kennen; seinetwegen ließ sich seine Frau Gala 1932 von ihm scheiden. Doch er schrieb ihr bis zum Ende seines Lebens Liebesbriefe. 1930 lernte er Maria Benz, genannt „Nusch“, kennen, eine deutschstämmige Schauspielerin, die er 1934 heiratete.
1936 war er an der Organisation der International Surrealist Exhibition in den New Burlington Galleries in London  beteiligt, und zwei Jahre später, 1938, war er maßgeblich beteiligt an der Organisation der Exposition Internationale du Surréalisme, die in der Galerie Beaux-Arts in Paris stattfand. Im selben Jahr veranlassten die politisch motivierten Differenzen zwischen Breton und Éluard, der sich dem Stalinismus angenähert hatte, die Trennung von der Surrealistengruppe; Max Ernst und Man Ray schlossen sich ihm solidarisch an.

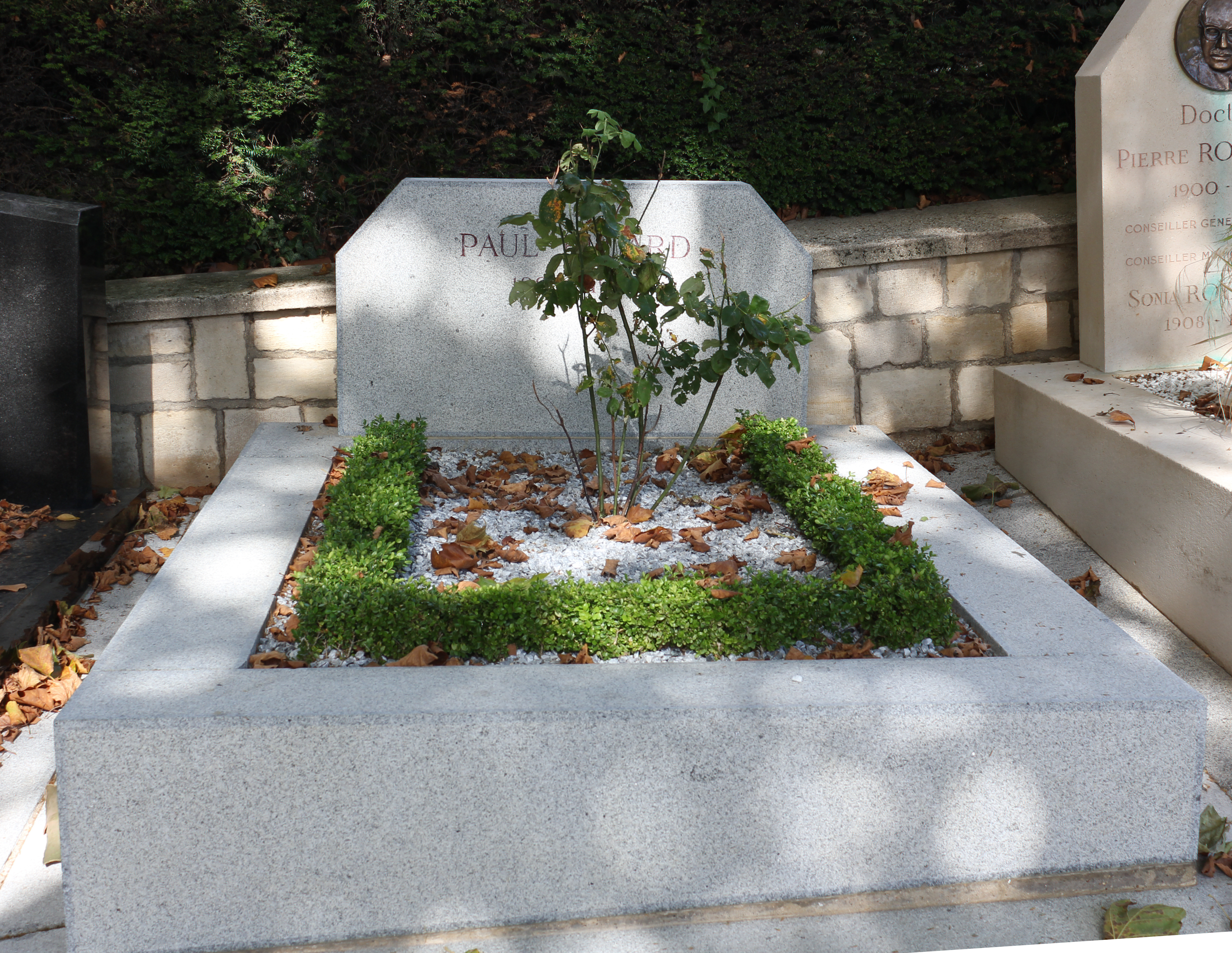
Grab von Paul Éluard

Den Zweiten Weltkrieg verbrachte Éluard mit seiner 1918 aus der Ehe mit Gala geborenen Tochter Cécile in Paris. Nach dem Einmarsch der Wehrmacht ging er in den Untergrund und engagierte sich in der Résistance. 1942 trat er wieder der PCF bei und wurde zu einer Art sozialistischem Dichter-Star. Von seinem Gedicht Liberté wurden tausende Exemplare von englischen Flugzeugen über dem besetzten Frankreich abgeworfen.
Seine Frau Nusch starb 1946 an einem Schlaganfall. Éluard heiratete 1951 Dominique Lemort, die er 1949 in Mexiko kennengelernt hatte und der er die Gedichtsammlung Le Phénix widmete.
Im November 1952 starb Éluard an einem Herzinfarkt und wurde auf dem Friedhof Père-Lachaise in Paris beigesetzt.
Am 2. April 2007 wurde der Asteroid (15752) Eluard nach ihm benannt.

## Wirken

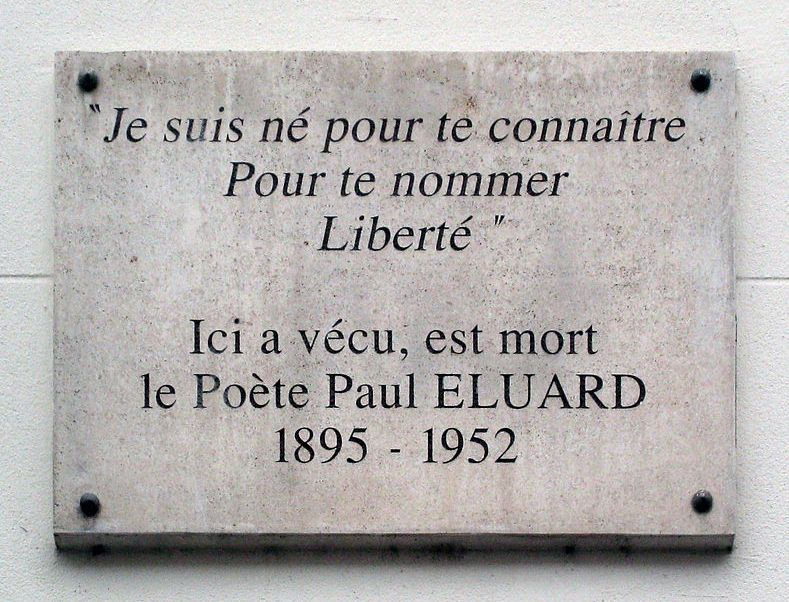
Plakette in Charenton-le-Pont

Breton bescheinigte Éluard, dem „Freund der Maler“, die größte Nähe aller surrealistischen Dichter zur Malerei. Teils enge Freundschaften bestanden mit später bedeutenden Malern wie Max Ernst, Pablo Picasso, Man Ray, Joan Miró und Salvador Dalí.
Éluard beschrieb 1937 den Surrealismus als „état d’esprit“ und Erkenntnisinstrument, als eine Empörung gegen die „société actuelle“ – gegen eine die Individuen erniedrigende, psychisch und sozial repressive Gesellschaft; aber die Schriftsteller und Intellektuellen, die sich im Gefolge von de Sade, Lautréamont, Freud, Picasso, Rimbaud, und im Gefolge des technischen Fortschritts und der Arbeiterbewegung wissen, werden zum Untergang des „Guten und Schönen“ der Bourgeoisie beitragen. Die Schriftsteller sind nach Éluard das Gewissen der Gesellschaft.
Im Vorwort zu dem Résistance-Sammelband (Bd. 1) L’Honneur des poètes greift Éluard Themen der Lyrik-Diskussion auf. Er fügt die Dichter der Résistance ein in die Reihe von Poeten, die sich, wie Victor Hugo, Arthur Rimbaud und Majakowski der Tat zuwendeten. Dichter sollen die Verbindung zur realen Welt suchen, sie sind Menschen wie andere auch. Die Kraft der Poesie, denn die Dichter haben ja Macht über die Wörter, bekommt jetzt einen präzisen Sinn: zu schreien, anzuklagen und Hoffnung auszudrücken.
Der englische Schriftsteller Aldous Huxley bezeichnete Éluard jedoch als „A man without talent“.

## Werke (auf Deutsch)
- Gedichte. Übertragen von Stephan Hermlin. Oberbadischer Verlag, Singen o. J. (1947?)
- Politische Gedichte. Mit einem Vorwort von Louis Aragon. Deutsch von Stephan Hermlin. Volk und Welt, Berlin 1949
- Vom Horizont eines Menschen zum Horizont aller Menschen. Ausgewählt und übersetzt von Friedrich Hagen. Zeichnungen von Max Schwimmer. Verlag der Nation, Berlin 1956
- Hauptstadt der Schmerzen – Capitale de la douleur. Deutsch von Gerd Henninger. Henssel, Berlin 1959; Neuausgabe ebd. 1983, ISBN 3-87329-520-2
- Choix de Poèmes – Ausgewählte Gedichte. Einleitung von Louis Parrot. Luchterhand, Neuwied 1963
- Unvergesslicher Leib. Mit 12 Photos von Lucien Clergue und Buchumschlag von Pablo Picasso. Hieronimi, Bonn 1963
- Trauer schönes Antlitz. Auswahl, Nachdichtung und Nachbemerkung von Stephan Hermlin. Volk und Welt, Berlin 1968
- Paramythen. Mit 11 Collagen von Max Ernst. Galerie Der Spiegel, Köln 1970
- Die Unglücksfälle der Unsterblichen. Mit 21 Collagen von Max Ernst. Galerie Der Spiegel, Köln 1971
- Répétitions (mit Max Ernst). Galerie Der Spiegel, Köln 1971
- Das Innere der Sicht. 8 sichtbare Lieder. Deutsch von Alexander Koval. Galerie Der Spiegel, Köln 1972
- Schwestern der Hoffnung. Ausgewählte Gedichte. Deutscher Taschenbuch-Verlag, München 1973, ISBN 3-423-05419-0
- Die unbefleckte Empfängnis – L’immaculée conception. Rogner & Bernhard, München 1974, ISBN 3-8077-0006-4
- Der Sieg von Guernica – La Victoire de Guernica. Mit 17 Linolschnitten von Jörg Scherkamp. Galerie-Verlag, Schwiftingen 1979
- Liebesbriefe an Gala (1924–1948). Vorwort von Jean-Claude Carrière. Hoffmann und Campe, Hamburg 1987; Deutscher Taschenbuch-Verlag, München 1990, ISBN 3-423-11166-6
- Le visage de la paix – Das Antlitz des Friedens (mit Pablo Picasso). Insel, Frankfurt am Main 1988, ISBN 3-458-19102-X (= Insel-Bücherei 1102)
- 152 Sprichwörter auf den neuesten Stand gebracht (mit Benjamin Péret). Anabas, Gießen 1995, ISBN 3-87038-272-4
- einige der wörter die mir bislang auf geheimnisvolle weise untersagt waren. Deutsch von Felix Philipp Ingold, mit zwei Kaltnadelradierungen von Rolf Winnewisser; Verlag Klaus G. Renner, Ottiglio und Zürich 2005, ISBN 3-927480-43-6